# Ataque ao Aeroporto Internacional Domodedovo em 2011

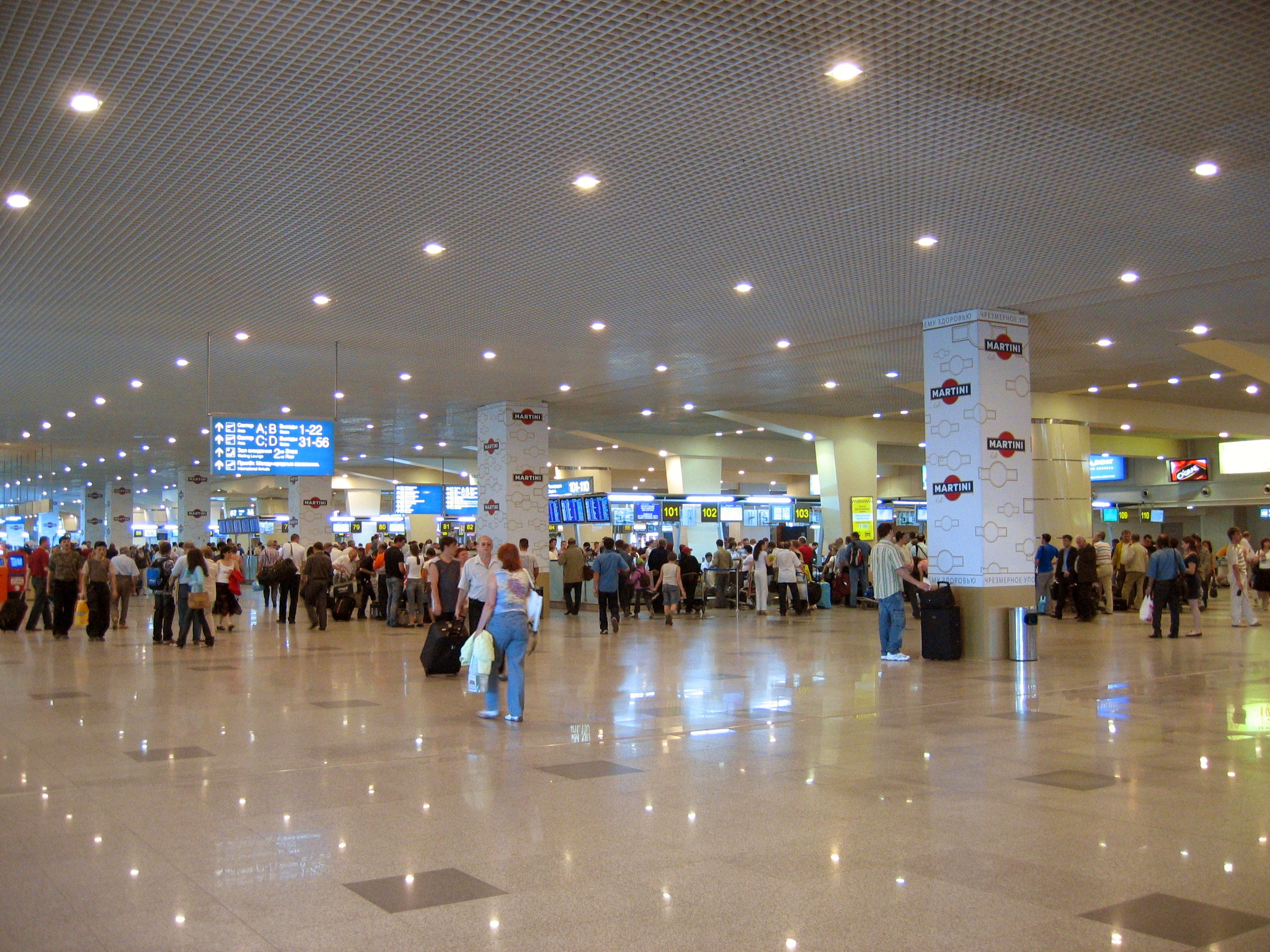
O terminal do Aeroporto Internacional de Domodedovo, local onde ocorreram os ataques

O ataque ao Aeroporto Internacional Domodedovo, em 2011, foi um atentado suicida realizado contra o Aeroporto Internacional Domodedovo, no dia 24 de janeiro de 2011. O atentado matou pelo menos 35 pessoas e feriu aproximadamente 180 (incluindo 3 armênios), dos quais 86 tiveram de ser hospitalizados. Dos feridos, 31 morreram no aeroporto, três nos hospitais e um em uma ambulância.
Entre os mortos estava a escritora ucraniana Anna Yablonskaya.